# 함평 보광사 범종
함평 보광사 범종(咸平 普光寺 梵鐘)은 대한민국 전라남도 함평군 함평읍 함평리에 있는 범종이다. 1990년 2월 24일 전라남도의 유형문화재 제172호로 지정되었다.

## 개요
범종은 법당 왼쪽의 범종각에 보관되어 있는 종이다.
원래는 무안 원갑사의 종이었으나 폐사되자, 함평의 용천사를 거쳐 한국 전쟁의 혼란을 피해 1967년 현 위치에 옮겨진 것이라 한다.
형태를 보면, 종을 매다는 고리인 용뉴는 2마리의 용이 서로 반대 방향을 향하고 있고, 용의 다리와 종을 연결하여 무게를 지탱하고 있다. 몸통 윗부분은 2줄의 띠를 두르고 그 안에 8자의 범자를 새겼다. 그 아래에는 사각형의 유곽이 있고, 안에 돌출된 9개의 유두가 배치되어 있다. 유곽과 유곽 사이에는 보살입상을 양각하였다. 몸통 아래쪽에는 넓은 두 줄의 도드라진 선을 두르고 그 사이에 글이 있어, 이 종이 영조 43년(1767)에 만든 것임을 말해준다.
머리부분에 소리의 울림을 도와주는 용통이나, 종을 치는 부분인 당좌와 아래쪽의 띠무늬을 생략하여 간략하게 하였다. 18세기에 조성되는 범종의 높이가 1m를 넘지 못하는 경향에 비추어 보면, 이 종은 그 규모가 큰 편에 속한다.

## 참고 문헌
- 함평보광사범종 - 국가유산청 국가유산포털